# Frans Alfons Janssens

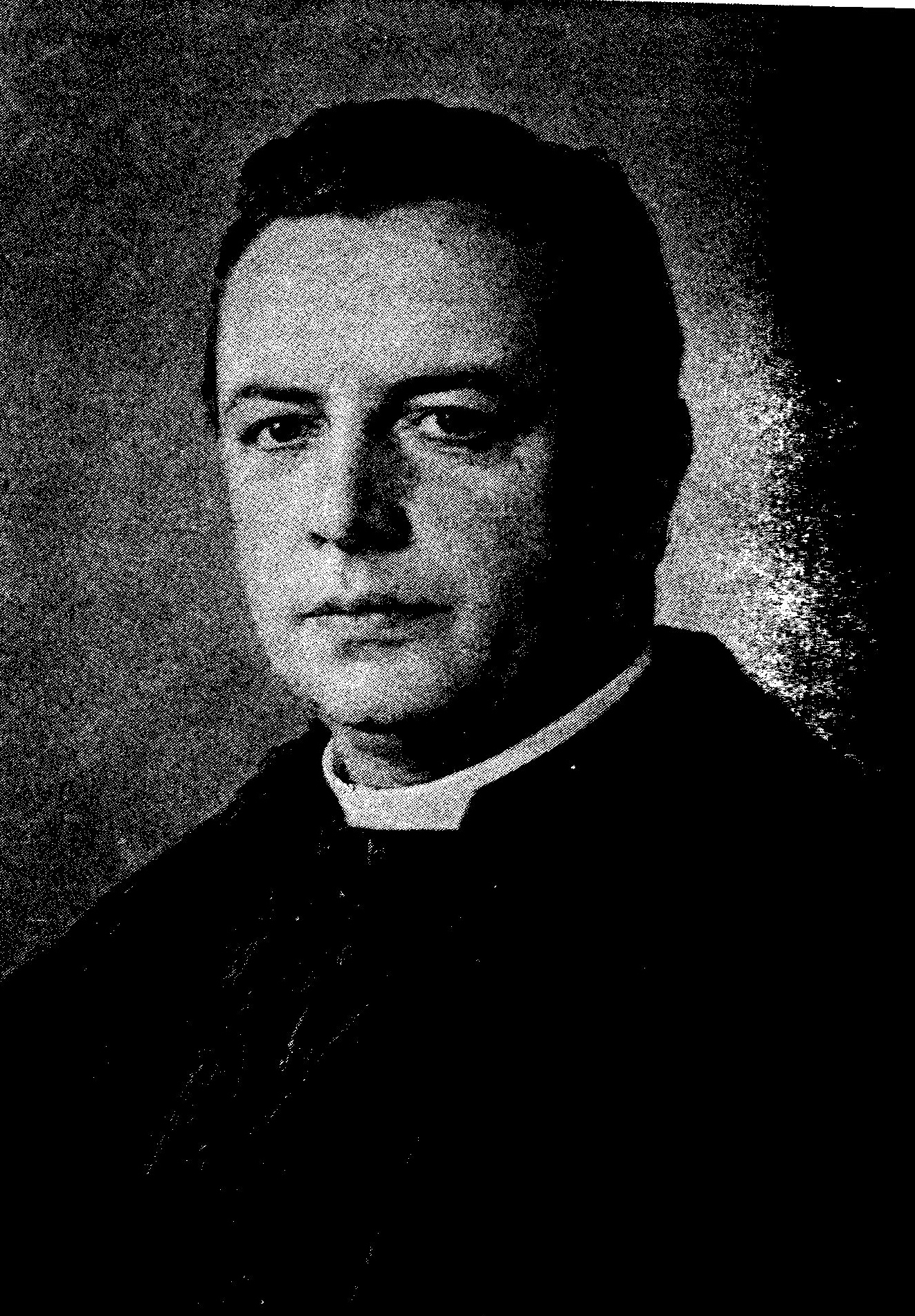
Prof. dr. Frans Janssens

Frans Alfons Ignace Maria Janssens (Sint-Niklaas, 23 juli 1863 – Wichelen, 8 oktober 1924) was een Belgisch bioloog, hoogleraar en kanunnik.

## Jeugd
Janssens was de zoon van de politicus Theodoor Janssens. Hij groeide op in een katholieke familie, die politiek zeer actief was. zijn broer was de portretschilder Jozef Janssens de Varebeke. Zijn neef was de priester-kunstenaar August Nobels, en ook monseigneur Henri Janssens was een familielid. Janssens werd in 1886 tot priester gewijd, net zoals verschillende andere familieleden. 

## Wetenschapper
Janssens behaalde een doctoraat in natuurwetenschappen in Leuven. Met een reisbeurs bezocht hij buitenlandse laboratoria. Hij werkte onder professor Johan Kjeldahl en E.C. Hansen aan het brouwerij-instituut Carlsberg te Kopenhagen. Janssens was tevens leraar aan de brouwerijschool St. Lievens te Gent. In 1896 werd hij hoogleraar aan de faculteit Wetenschappen van de Katholieke Universiteit Leuven, met als leerstoel microscopie en later cytologie. Hij was de opvolger van Jean-Baptiste Carnoy. 
Janssens is de ontdekker van de crossing-over van genen tijdens de meiose, die hij 'chiasmatypie' noemde. Op zijn inzichten borduurden geleerden als de Nobelprijswinnaar Thomas Hunt Morgan voort.
Naast zijn werk als hoogleraar was Janssens voorzitter van de Societé Belge de Biologie en kanunnik van de Sint-Baafskathedraal in Gent.
In 1953 werd door de Katholieke Universiteit Leuven het F.A. Janssens Laboratorium voor Genetica opgericht, als blijk van erkenning voor de wetenschappelijke verdiensten van Janssens. De huidige naam is het Centrum voor Microbiële en Plantengenetica.